# Orde van de Italiaanse Kroon

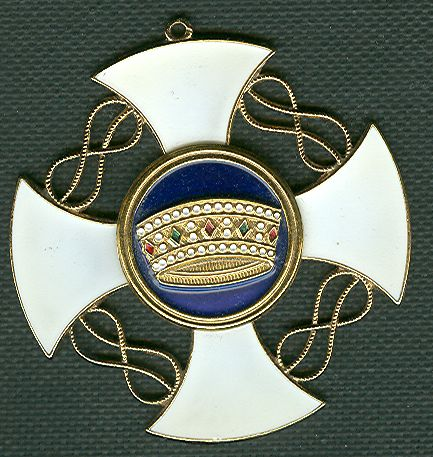
Commandeurskruis. Particuliere verzameling. Groningen.

Orde van de Italiaanse Kroon, ook wel de Orde van de IJzeren Kroon genoemd vanwege de afgebeelde ijzeren kroon van de Longobarden, was een Ridderorde die op 20 februari 1868 werd ingesteld.

Koning Victor Emanuel II van Italië stichtte deze nieuwe Orde van Verdienste om daarmee de vereniging van Italië onder zijn heerschappij te herdenken. De eerste verlening viel samen met zijn huwelijk met Prinses Margherita di Savoia-Genova op 22 april van dat jaar.
 De Orde kreeg de naam "Orde van de Kroon van Italië" (Italiaans: "L'Ordine della Corona D'Italia") maar wordt ook wel "Orde van de IJzeren Kroon" genoemd omdat ook deze Orde de IJzeren Kroon van de Longobarden in het medaillon heeft staan.
De heraldische kroon van het Koninkrijk Italië was immers, anders dan deze onderscheiding zal doen vermoeden, een beugelkroon.

Z.M.Umberto II, "Koning van Italië en vierde Grootmeester van de Orde van de Kroon van Italië", bleef ook in ballingschap deze Orde verlenen. Na zijn dood in 1983 werd de Orde niet meer door de chef van het Huis Savoie verleend omdat de Orde geen Huisorde was.

## Graden van de Orde van de IJzeren Kroon
- Grootmeester

Deze functie werd bekleed door de Koning van Italië. De Grootmeester droeg geen bijzondere ordetekenen maar het is niet ongebruikelijk voor een Grootmeester van een Orde om de insignia van de Orde te dragen.
- Er waren 60 Grootkruisen (Cavaliere di Gran Croce)

Deze draagt een kruis dat 60 millimeter breed is aan een 100 millimeter breed kersenrood grootlint met een witte streep die 25 millimeter breed is over de rechterschouder en een 80 millimeter brede ster met het medaillon van de Orde op de linkerborst. Boven het medaillon is op de ster een gekroonde zwarte adelaar met een borstschild met het Savoyaans-Italiaanse witte kruis op een rood veld aangebracht.
- Er waren 150 Grootofficieren (Grande Ufficiale)

Deze droegen ditzelfde kruis aan een lint om de hals en een iets eenvoudiger ster van 65 millimeter breed met daarop het kruis van de Orde op de linkerborst.
- Er waren 500 Commandeurs (Commendatore)

Deze dragen ditzelfde kruis aan een 55 millimeter breed lint om de hals. 
- Er waren 2000 Officieren (Ufficiale)

Deze dragen een kruis van 35 millimeter doorsnee aan een lint met rozet op de linkerborst.
- Ridders (Cavaliere) werden zonder limiet benoemd.

De ridders dragen hetzelfde kruis aan een 37 millimeter breed lint op de linkerborst.

## Versierselen van de Orde van de IJzeren Kroon
Het kruis is rond en wit geëmailleerd. In de armen van het kruis zijn "liefdesknopen" van goud aangebracht en het medaillon bevat een afbeelding van de ijzeren kroon op een blauwe achtergrond.
De keerzijde toont een gekroonde zwarte adelaar met een borstschild met het Savoyaans-Italiaanse witte kruis op een rood veld.

Op de ster van de grootkruisen is rond het medaillon "VICT.EMMAN.II.REX.ITALIAE.MDCCCLXVI" geschreven.

De ster van de grootofficieren heeft geen ring met een tekst

## Gedecoreerde
| - Hans Heinrich Lammers, (Grootkruis) - Karl Fiehler, (Grootkruis) - Erich Naumann, (Commandeur) - Günther d'Alquen, (Commandeur) - Miklós Horthy, (Grootofficier) - Johannes Blaskowitz, (Grootkruis) - Giuseppe Cianciafara, (Grootofficier) - Giuseppe Giovanelli, (Commandeur) - Manfredi Gravina, (Grootofficier) - Alfredo Guzzoni, (Commandeur) - Luigi Dei Bei, (Grootkruis) - Albert Kesselring, (Grootkruis) - Hartmann Lauterbacher, (Grootkruis) | - Erhard Milch, (Grootkruis) - Martin Bormann, (Grootkruis) - Leonardo Conti, (Grootofficier) - Vettor Giusti del Giardino, (Grootofficier) - Karl Demelhuber, (Officier) - Vittorio Polacco, (Commandeur) - Luigi Dorigo, (Commandeur) - Ferenc Feketehalmy-Czeydner, (Commandeur) - Wilhelm Albert, (Commandeur) - Innocenzo Fraccaroli, (ridder) - Kurt Daluege, (Grootkruis) - Wilhelm Murr, (Grootkruis) - Karl von Eberstein, (Grootofficier) | - Georg Ahrens, (Grootofficier) - Josef Dietrich, (Grootkruis) - Luigi Gravina, (Grootkruis) - Giovanni Indri, (Grootkruis) - Léonce du Castillon, (Ridder) - Pio Foà, (Ridder) - Walther Hewel, (Grootofficier) - Salvatore La Ferla, (Grootofficier) - Ernst von Weizsäcker, (Grootkruis) - Francesco Giangreco, (Commandeur) - Ernst-Robert Grawitz, (Grootofficier) - Adolf von Bomhard, (Commandeur) - Gaetano Moscuzza, (Commandeur) - Giacomo Natoli, (Grootofficier) - Giuseppe Natoli, (Grootkruis) | - Fridolin von Senger und Etterlin, (Grootkruis) - Richard Walther Darré, (Grootofficier) - Pietro Castiglia, (Grootofficier) - Sebastiano Scirè Risichella, (Ridder) - Benedetto Scillamà, (Grootkruis) - Gaetano di Belmonte Monroy Ventimiglia, (Ridder) - Alfonso Riguzzi, (Ridder) - Pasquale Sfameni, (Commandeur) - Fritz Todt, (Grootkruis) - Karl Gerland, (Commandeur) - Luigi Greco Cassia, (Commandeur) - Eugen Ranzenberger, (Commandeur) - Max von Behr, (Grootofficier) - Heinrich Böhmcker, (Grootofficier) |